# Manzanillo (Valladolid)
Manzanillo ist ein nordspanisches Dorf und eine Gemeinde (municipio) mit 48 Einwohnern (Stand: 2024) in der Provinz Valladolid in der autonomen Region Kastilien-León. 

## Lage
Manzanillo liegt in der kastilischen Hochebene in einer Höhe von etwa 795 m. Die Provinzhauptstadt Valladolid befindet sich gut 48 Kilometer (Fahrtstrecke) westsüdwestlich. Das Klima im Winter ist durchaus kalt, im Sommer dagegen warm bis heiß; die spärlichen Regenfälle (ca. 511 mm/Jahr) fallen verteilt übers ganze Jahr.

## Bevölkerungsentwicklung
| Jahr      | 1970 | 1981 | 1991 | 2001 | 2011 | 2021 |
| Einwohner | 174  | 80   | 58   | 60   | 67   | 49   |

## Sehenswürdigkeiten
- Justus-und-Pastor-Kirche (Iglesia de San Justo y Pastor)

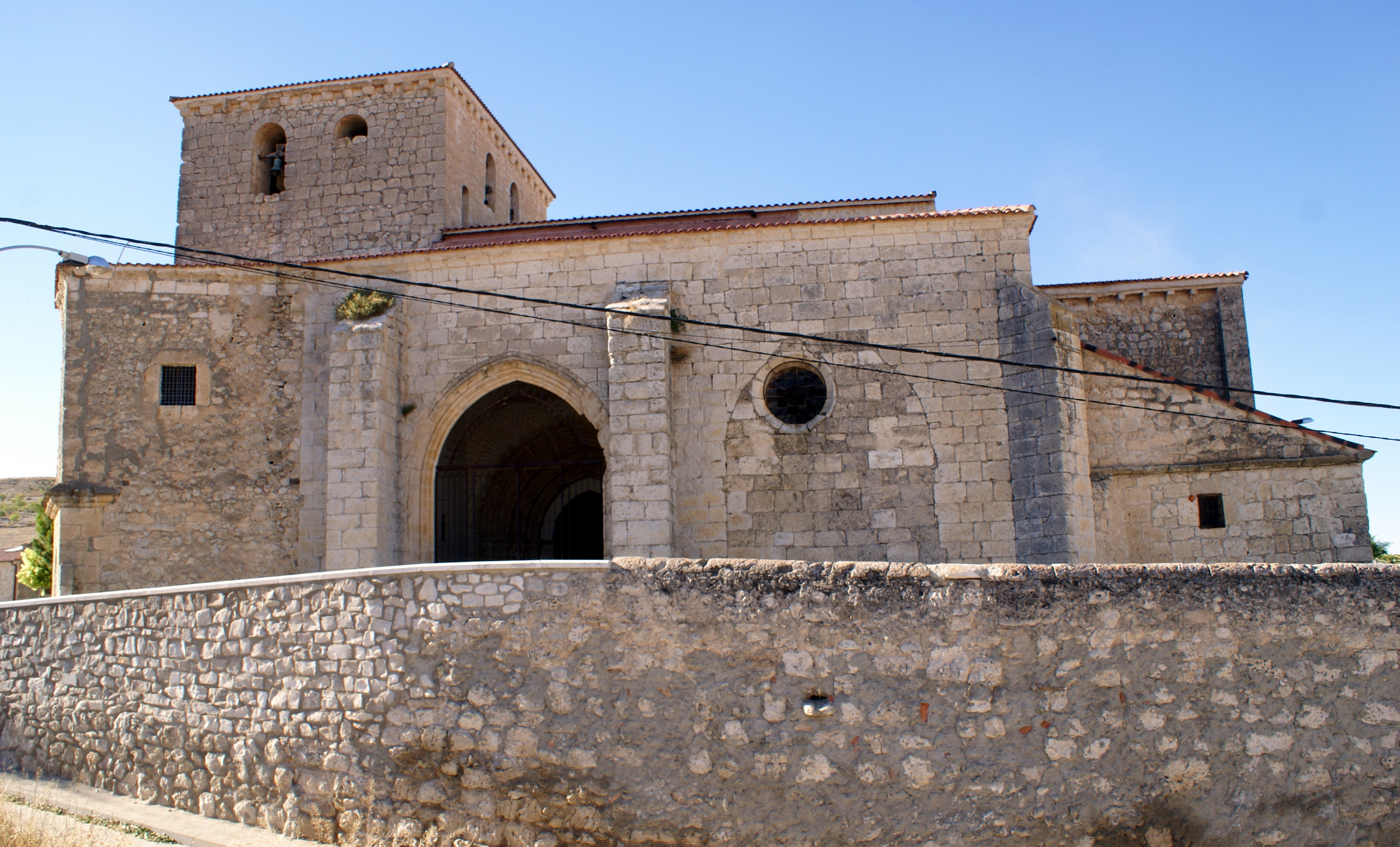
Justus-und-Pastor-Kirche